# Каравансарай
Каравансарай (азерб. Karvansaray adası) — остров, расположенный на территории Сабаилского района в Каспийском море, внутри Бакинской бухты. На острове в 1232—1235 годах был построен Сабаильский замок. В 1306 году в результате землетрясения замок разрушился.

## География
Остров необитаемый. Расположен немного дальше от материка. Несколько столетий остров был под водой. Лишь в XX веке с понижением уровня моря остров вышел на сушу. Рельеф равнинный. Размеры острова: длина — 180 м, ширина — около 40 м.